# Neriacanthus
Neriacanthus là một chi thực vật thuộc họ Acanthaceae. Chi này có các loài sau (tuy nhiên danh sách này có thể chưa đủ):
- Neriacanthus harlingii, Wassh.